# Jorge Huamán
Jorge Huamán (Callao, 11 de abril de 1977) es un exfutbolista  peruano que jugaba como lateral derecho. Hizo la mayor parte de su carrera en clubes de Perú, entre ellos Sport Boys donde inició su carrera y posteriormente se retiró. Tiene 48 años.

## Biografía
Nacido en el Callao, es hijo de Jorge Huamán Córdoba (†2020). 

## Selección nacional
Ha sido internacional con la Selección de fútbol del Perú en 12 ocasiones. Participó en las  eliminatorias para la Copa Mundial de Fútbol de 2002.

## Clubes
| Club                             | País   | Año       |
| -------------------------------- | ------ | --------- |
| Sport Boys                       | Perú   | 1994-1998 |
| Veria                            | Grecia | 1999-2000 |
| Sporting Cristal                 | Perú   | 2000-2002 |
| Estudiantes de Medicina          | Perú   | 2002      |
| Universitario                    | Perú   | 2003      |
| Alianza Atlético                 | Perú   | 2003-2004 |
| Universidad San Martín de Porres | Perú   | 2004-2011 |
| Sport Boys                       | Perú   | 2012      |
| Universidad Técnica de Cajamarca | Perú   | 2013      |
| Sport Boys                       | Perú   | 2013-2016 |

### Como Asistente Técnico
| Club                | País | Año       |
| ------------------- | ---- | --------- |
| Sport Callao        | Perú | 2017-2019 |
| Deportivo Municipal | Perú | 2020-act. |

## Palmarés
| Título                    | Club                             | País | Año  |
| ------------------------- | -------------------------------- | ---- | ---- |
| Primera División del Perú | Universidad San Martín de Porres | Perú | 2007 |
| Primera División del Perú | Universidad San Martín de Porres | Perú | 2008 |
| Primera División del Perú | Universidad San Martín de Porres | Perú | 2010 |